# Giovanni Arvedi
Giovanni Arvedi (* 28. August 1937 in Cremona) ist ein italienischer Industrieller und Eigentümer der Acciaieria Arvedi SpA, welche Werke zur Stahlherstellung in Norditalien betreibt.
Arvedi entstammt einer Familie, die schon seit langem in der Stahlproduktion tätig ist. Er hat den ESP-Prozess zur Stahlherstellung maßgeblich entwickelt, welcher bei der Produktion von flachem Warmband aus Stahl eine wesentliche Energieeinsparung bedeutet.
1963 gründete Arvedi eine Firma zur Herstellung von Stahlrohren, weitere Produktions- und Vertriebsunternehmen in der Stahlbranche folgten. 2007 betrug der Umsatz der vier Unternehmen der Arvedi-Gruppe 1,353 Millionen Euro bei einer Jahresproduktion von ca. 1,5 Millionen Tonnen.

## Ehrungen
- 1984 bekam Giovanni Arvedi den Titel eines „Cavaliere del Lavoro“, die höchste Auszeichnung für Unternehmer, vom italienischen Staatspräsidenten verliehen. Im Jahr 2006 ist er von der l’Università Cattolica del Sacro Cuore mit einem „Laurea honoris causa“ (Ehrendoktortitel) geehrt worden.
- 2012 wurde Giovanni Arvedi die Carl-Lueg-Denkmünze verliehen.[4]